# Singapore op de Olympische Zomerspelen 1976
Singapore nam deel aan de Olympische Zomerspelen 1976 in Montréal, Canada. De vier deelnemers deden aan vier verschillende sporten mee.

## Deelnemers en resultaten

### Atletiek
| Olympiër      | Discipline | Resultaat | Prestatie               |
| ------------- | ---------- | --------- | ----------------------- |
| Chee Swee Lee | 400m (v)   | DNS       | serie 3: niet gestart   |
| Chee Swee Lee | 800m (v)   | DNF       | serie 2: niet gefinisht |

### Gewichtheffen
| Olympiër        | Discipline | Resultaat | Prestatie                                                    |
| --------------- | ---------- | --------- | ------------------------------------------------------------ |
| Chua Koon Siong | -60kg (m)  | 12e       | trekken: 13de met 100kg stoten: 12de met 130kg totaal: 230kg |

### Judo
| Olympiër     | Discipline | Resultaat | Prestatie                                                 |
| ------------ | ---------- | --------- | --------------------------------------------------------- |
| Koh Eng Kian | -93kg (m)  | 18e       | 1ste ronde: vrij 2de ronde: V van PAN Comrie: O-uchi gari |

### Schietsport
| Olympiër | Discipline | Resultaat | Prestatie  |
| -------- | ---------- | --------- | ---------- |
| Frank Oh | trap       | 40e       | 152 punten |

Amerikaanse Maagdeneilanden · Andorra · Antigua en Barbuda · Argentinië · Australië · Bahama's · Barbados · België · Belize · Bermuda · Bolivia · Bondsrepubliek Duitsland · Brazilië · Bulgarije · Canada · Chili · Colombia · Costa Rica · Cuba · Denemarken · Dominicaanse Republiek · Duitse Democratische Republiek · Ecuador · Egypte · Fiji · Filipijnen · Finland · Frankrijk · Griekenland · Groot-Brittannië · Guatemala · Haïti · Honduras · Hongarije · Hongkong · Ierland · IJsland · India · Indonesië · Iran · Israël · Italië · Ivoorkust · Jamaica · Japan · Joegoslavië · Kaaimaneilanden · Kameroen · Koeweit · Libanon · Liechtenstein · Luxemburg · Maleisië · Marokko · Mexico · Monaco · Mongolië · Nederland · Nederlandse Antillen · Nepal · Nicaragua · Nieuw-Zeeland · Noord-Korea · Noorwegen · Oostenrijk · Pakistan · Panama · Papoea-Nieuw-Guinea · Paraguay · Peru · Polen · Portugal · Puerto Rico · Roemenië · San Marino · Saoedi-Arabië · Senegal · Singapore · Sovjet-Unie · Spanje · Suriname · Thailand · Trinidad en Tobago · Tsjecho-Slowakije · Tunesië · Turkije · Uruguay · Venezuela · Verenigde Staten · Zuid-Korea · Zweden · Zwitserland